# Chiropterotriton terrestris
Chiropterotriton terrestris és una espècie d'amfibi urodel de la família Plethodontidae endèmica de Mèxic. El seu hàbitat són les muntanyes humides tropicals o subtropicals. Està amenaçada d'extinció a causa de la destrucció del seu hàbitat.